# Jomo Kenyatta
Pour les articles homonymes, voir Kenyatta.
Kamau wa Ngengi baptisé John Peter Kamau avant d'être appelé Johnstone Kamau et d'être connu à partir de 1938 sous le nom de Jomo Kenyatta, né le 20 octobre 1894 à Gatundu (en) et mort le 22 août 1978 à Mombasa, est un homme d'État kényan d’origine kikuyu. 
Militant indépendantiste, il est emprisonné de 1952 à 1961 et devient Premier ministre de 1963 à 1964 puis président de la République de 1964 à 1978.

## Biographie

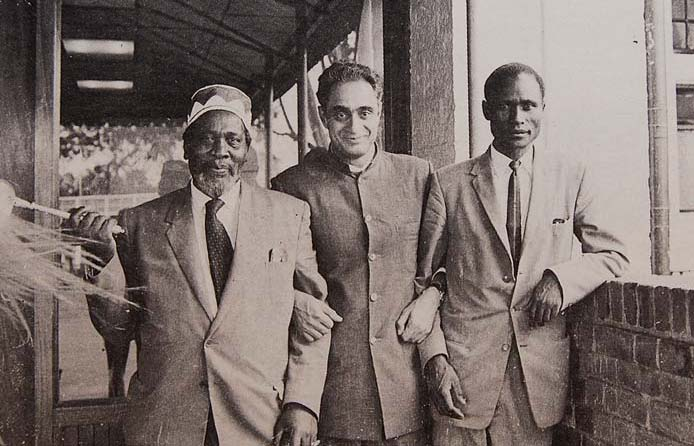
Jomo Kenyatta, Apa Pant et Achieng' Oneko (entre 1948 et 1952).

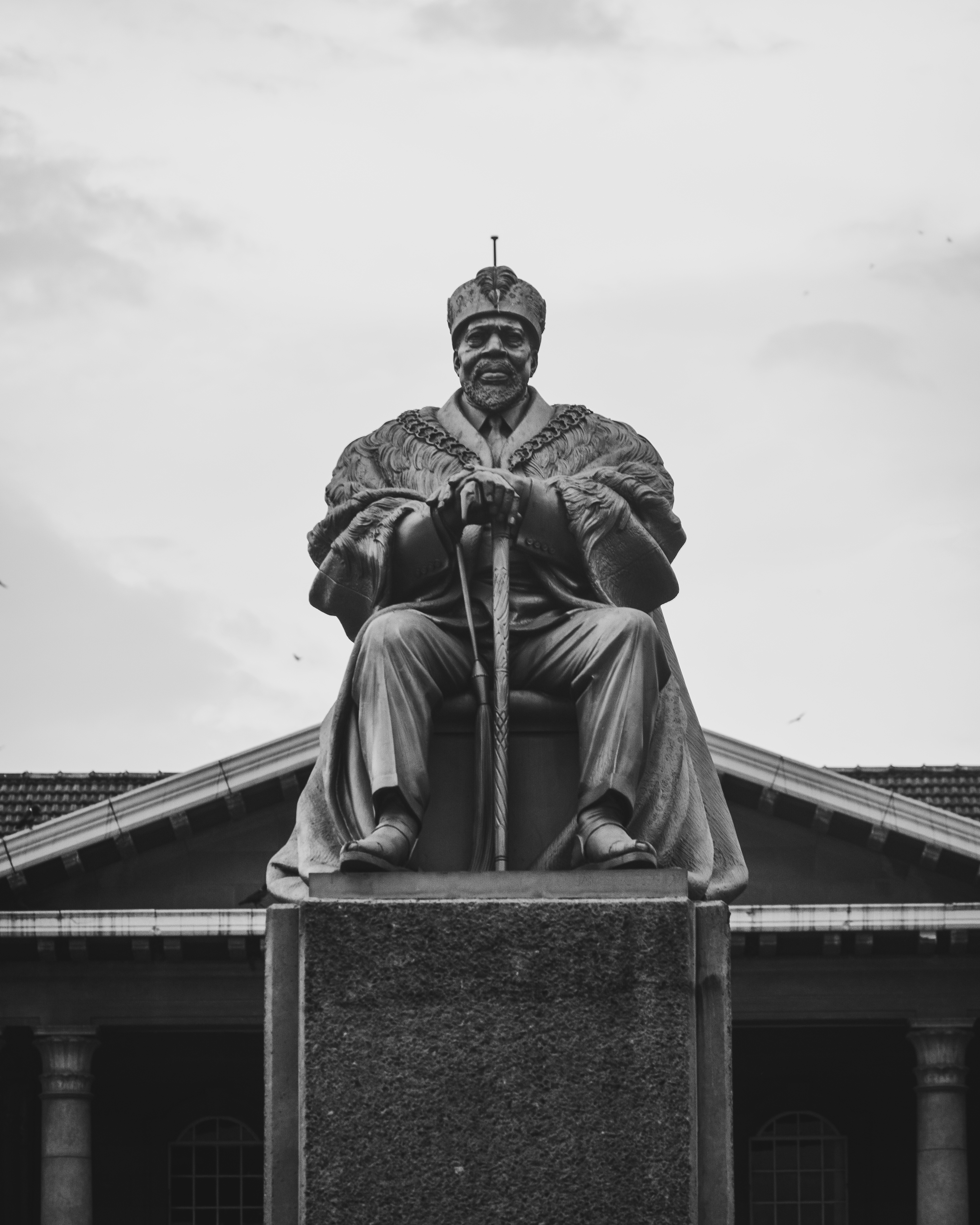
Statue de Jomo Kenyatta à Nairobi. Mars 2020.

Kamau wa Ngengi est né dans une famille kikuyu dans le village de Ngenda, Gatundu, dans la colonie britannique d'Afrique orientale (le Kenya). Après la mort de ses parents, il est élevé par son oncle et son grand-père, et éduqué par les missionnaires chrétiens de l'église d'Écosse qui le convertissent au christianisme en 1914 et le baptisent John Peter Kamau, nom qu'il modifiera plus tard en Johnstone Kamau.
Il s'installe alors à Nairobi puis travaille comme clerc à Narok durant la Première Guerre mondiale. En 1920, il épouse Grace Wahu et travaille pour le service des eaux de la ville de Nairobi. En novembre 1920 naît son fils Peter Muigai.

### Militant indépendantiste et voyages en Europe
En 1924, Johnstone Kamau commence une carrière politique en rejoignant l'association centrale des Kikuyu (KCA) puis en 1928 commence une carrière d'éditorialiste au quotidien Muigwithania. En 1929, le KCA l'envoie à Londres pour défendre les intérêts fonciers des Kikuyu. Il est reçu par l'Union des étudiants d'Afrique de l'Ouest, association inspirée par Marcus Garvey, qui lui offre l'hospitalité. Il est accompagné par Isher Dass, militant anticolonialiste d'origine indienne, qui le met en contact avec la Ligue contre l’impérialisme et le Parti communiste de Grande-Bretagne. Ses articles sur les révoltes noires sont publiés par la revue communiste Sunday Worker.
En 1932 et 1933, aidé financièrement par George Padmore, un riche militant communiste et panafricain de Trinidad, il quitte la Grande-Bretagne pour s'installer à Moscou où il étudie l'économie à l'école du Komintern. Quand Padmore est exclu de l'internationale communiste pour « tendance à l'unité de race contre l'unité de classe » et quitte l'URSS, Kenyatta choisit d'interrompre ses études et de revenir à Londres. Il marque dès lors ses distances avec le mouvement communiste, dont il semble ne s’être rapproché qu'en raison d'un rejet commun du colonialisme, principalement en raison de l'attitude hostile de Padmore et des camarades communistes de ce dernier envers certaines pratiques tribales (une campagne contre l'excision des filles dans les colonies avait été initiée au début des années 1930).
En 1934, il poursuit ses études à l'université de Londres et étudie l'anthropologie sociale à la London School of Economics. Il continue durant toute cette période de défendre les intérêts fonciers des Kikuyu. Il publie sa thèse en 1938 intitulée Au pied du mont Kenya sous son nouveau pseudonyme, Jomo Kenyatta. Durant la Seconde Guerre mondiale, il travaille dans une ferme du Sussex pour éviter la conscription et l'enrôlement dans l'armée britannique.

### Retour au Kenya et emprisonnement
Il épouse en secondes noces une Britannique qui lui donne un fils, Peter Magana en 1943. En 1946, il quitte son épouse et revient au Kenya où il devient le secrétaire général de la Kenya African National Union qui militait pour l’indépendance du Kenya. Le mouvement indépendantiste est alors secoué par des aspirations contradictoires, entre propriétaires terriens kényans qui revendiquaient le droit d'acheter des terres, paysans pauvres qui luttaient pour une réforme agraire et travailleurs urbains qui s'organisaient dans les premiers syndicats africains. Considéré par les Kényans comme leur ambassadeur à l'étranger, Kenyatta avait de plus l'avantage, en raison de son exil à Londres, de ne pas avoir eu à se positionner en faveur des propriétaires ou des pauvres et apparaissait de fait comme une figure consensuelle.
Jomo Kenyatta épouse en 1951 Ngina Muhoho, fille d'un chef kikuyu, en quatrièmes noces. Celle-ci est appelée la « mère de la nation » lorsque Kenyatta devient président. Leur fils Uhuru, né en 1961, est à son tour président du Kenya de 2013 à 2022.
En 1952, l’administration coloniale instaure l'état d'urgence et il est incarcéré avec son collègue Daniel arap Moi, tous deux accusés, faussement, de soutenir la révolte des Mau Mau. En prison, Kenyatta promet à Moi que s’il devenait un jour président, Moi serait son successeur.

### Président du Kenya

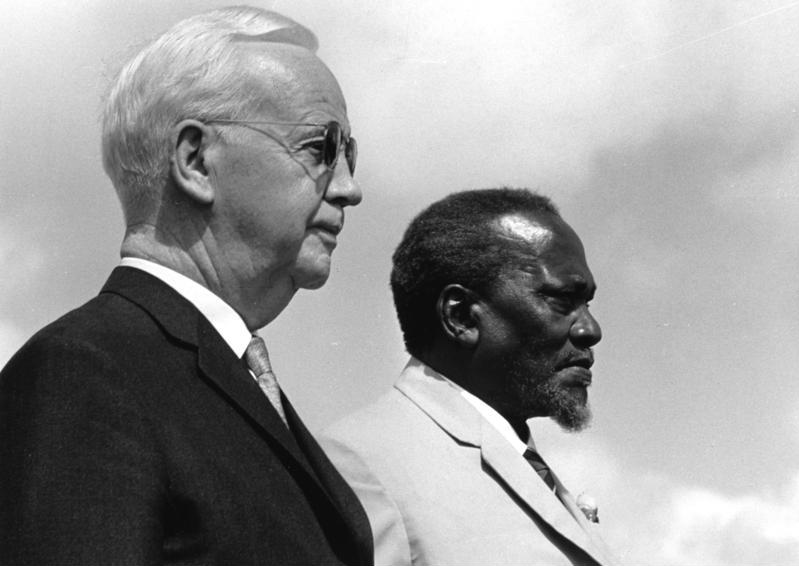
Heinrich Lübke (président de la RFA entre 1959 et 1969) et Jomo Kenyatta.

Ils sont libérés en 1961, alors que l'indépendance du Kenya se profilait, car les autorités britanniques espéraient s’appuyer sur des personnalités modérées afin de préserver leur influence sur leurs anciennes colonies. Peter Anyang' Nyong'o explique que « quand, en 1954, le gouvernement colonial et le colonat européen reconnurent qu'il fallait mettre fin à l'apartheid au Kenya pour parvenir à un règlement politique de la crise, il était clair que, parmi les Africains, il y avait suffisamment de partisans d'une alliance de classe avec les colons, prêts à partager le pouvoir politique contre les Mau Mau et les autres "nationalistes extrémistes" ».

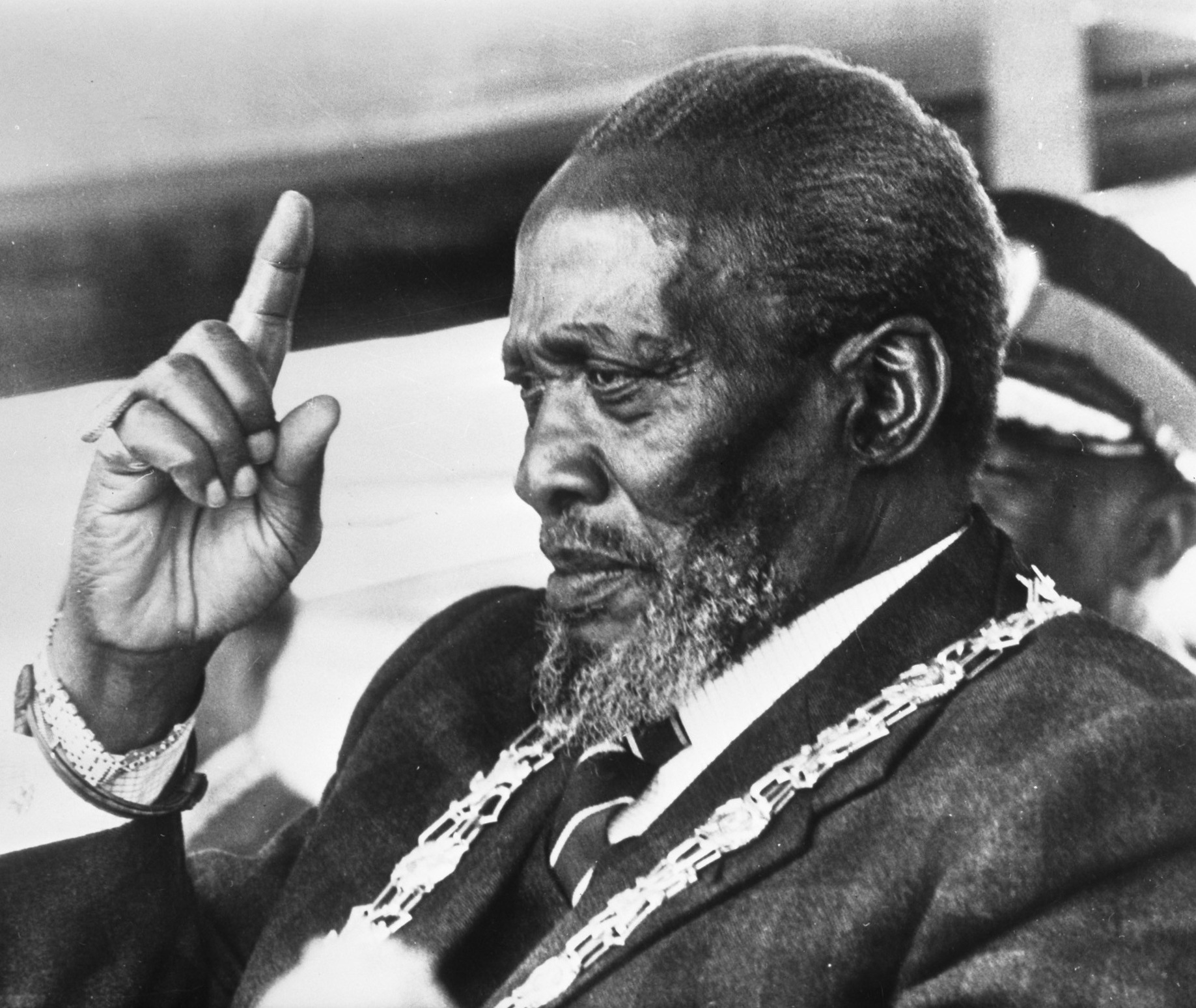
Jomo Kenyatta en 1978.

Kenyatta est élu Premier ministre du Kenya le 1er juin 1963 dont il proclame l'indépendance le 12 décembre suivant. Un an plus tard, le 12 décembre 1964, il devient le premier président de la République et le demeure jusqu’à sa mort en 1978. Dès décembre 1963, des accords militaires signés avec Londres octroient aux Britanniques le droit d'utiliser le Kenya comme base militaire pour d'éventuelles opérations dans la région. Il met aussitôt fin aux espoirs des indépendantistes radicaux de redistribution des terres : les terres sont rachetées aux colons qui veulent partir et revendus aux Kényans qui en ont les moyens, les capitaux britanniques sont épargnés et les investissements étrangers encouragés. Le choix d'une économie de marché renforce une classe de capitalistes locaux au détriment des anciens rebelles, au sujet desquels Kenyatta déclare : « nous ne laisserons pas des gangsters diriger le Kenya, les Mau Mau étaient une maladie qui a été éradiquée et qu'il nous faut oublier à jamais ». Témoin de cette orientation, le journal conservateur britannique The Economist lui consacre en 1965 un article élogieux intitulé « Notre homme au Kenya ».
Sur le plan politique, Kenyatta instaure un régime à parti unique fondé sur la doctrine Haraambee (« Agir ensemble » en swahili). Le président pratique une politique autoritaire et clientéliste pour assurer l'unité nationale. Pourtant, selon l'historien britannique John Lonsdale, Kenyatta perpétue l'héritage colonial qui « institue un État et non une nation ». Son pouvoir repose sur « un féodalisme ethnique [...] avec son contrat inégal de vassalité garanti par un discours normatif de l'ethnicité morale ».
À sa mort, il laisse un pays en paix mais au futur incertain en raison des rivalités ethniques et des inégalités. À l'étranger, son image auprès des nationalistes africains s'est fortement effritée, passant de celle du père de l'indépendance du Kenya à une image de despote corrompu et complice des anciennes puissances coloniales.